# Cosmoscarta sundana
Cosmoscarta sundana är en insektsart som beskrevs av Metcalf 1955. Cosmoscarta sundana ingår i släktet Cosmoscarta och familjen spottstritar. Inga underarter finns listade i Catalogue of Life.